# In ex
In ex er en dansk eksperimentalfilm fra 1999, der er instrueret af Michael Støvring.

## Handling
Med en engangslighter som stafet præsenteres nogle billedkunst- og designmiljøer.